# Thecla aritides
Thecla aritides är en fjärilsart som beskrevs av William Schaus 1902. Thecla aritides ingår i släktet Thecla och familjen juvelvingar. Inga underarter finns listade i Catalogue of Life.